# Broken Bow (Oklahoma)
Broken Bow é uma cidade localizada no estado norte-americano de Oklahoma, no Condado de McCurtain.

## Demografia
Segundo o censo norte-americano de 2000, a sua população era de 4230 habitantes. 
Em 2006, foi estimada uma população de 4220, um decréscimo de 10 (-0.2%).

## Geografia
De acordo com o United States Census Bureau tem uma área de 
13,0 km², dos quais 13,0 km² cobertos por terra e 0,0 km² cobertos por água. Broken Bow localiza-se a aproximadamente 143 m acima do nível do mar.

## Localidades na vizinhança
O diagrama seguinte representa as localidades num raio de 28 km ao redor de Broken Bow. 